# デルモジ表示
デルモジ表示（デルモジひょうじ）とは、受信した電子メールを自動的に3Dに変換し表示するソフトバンクのサービス。

## 概要
2006年春モデルx04シリーズ（804SHを除く）からSoftBank 3Gに標準装備している機能で受信したメールを送信元のキャリア・世代等を問わずに3Dに変換するサービス。
このサービスはサーバ側で変換をかける他社絵文字変換機能とは異なり、受信側のサービスに対応した携帯電話端末のソフトウェアで変換をかける。
3D表示される対象は、単語（こんにちは等）・顔文字（(^_^)/等）及び絵文字である。
欠点は、「文脈を理解しない変換」のため、誤った表示が出る場合がある。